# Molly Moon
Pour les articles homonymes, voir Molly et Moon.
Molly Moon est l'héroïne d'une série littéraire de six tomes, dont quatre ont été traduits en langue française. Son auteur, Georgia Byng, est une écrivaine anglaise, spécialisée dans les livres pour la jeunesse.

## Présentation
Quatre livres en français sont actuellement parus :
1. Molly Moon et le livre magique de l'Hypnose - 2002 -  (ISBN 978-2226140234)
2. Molly Moon arrête le temps - 2006 -  (ISBN 978-2013212243)
3. Molly Moon et le Maharajah - 2006 -  (ISBN 978-2226159274)
4. Molly Moon et la Machine à lire dans les pensées - 2008 -  (ISBN 978-2226186133)

Sept livres en anglais (dont un hors-série) sont actuellement parus :
1. Molly Moon's Incredible Book of Hypnotism - 2002 -  (ISBN 0-330-39985-3)
2. Molly Moon Stops the World- 2003 -  (ISBN 0-330-41577-8)
3. Molly Moon's Hypnotic Time-Travel Adventure - 2005 -  (ISBN 0-330-43461-6)
4. Molly Moon, Micky Minus and the Mind Machine - 2007 -  (ISBN 978-1405048880)
5. Molly Moon's Hypnotic Holiday - 2004 - Édition spéciale de 64 pages -  (ISBN 978-0330437479)
6. Molly Moon & the morphing Mystery
7. Molly Moon & the Monster Music

## Personnages

### Personnages principaux

#### Molly Moon
Molly Moon est une jeune fille de onze ans et demi originaire d'Angleterre.
Elle est orpheline, a des jambes roses marbrées de blanc qui font penser à de la mortadelle, des cheveux bouclés bruns, de grands yeux verts écartés, un nez en forme de patate et une voix  douce, tranquille, apaisante qui lui vaut le surnom de "Dodo".
Elle aime beaucoup manger des sandwiches au ketchup et boire du jus d'orange concentré.
Molly Moon doit son nom aux marshmallows Moon, dont la marque était inscrite en gros caractères (roses et verts), sur le carton qui lui avait servi de berceau quand elle avait été trouvée devant la porte de l'orphelinat Hardwick House (devenu plus tard Happy House). Mrs Trinklebury (veuve timide et gentille qui s'occupait des nouveau-nés dans l'orphelinat) avait refusé de l'appeler "Marshmallow". Elle avait donc opté pour Molly, un prénom court qui faisait penser à la consistance molle des marshmalows.
Dans le premier livre, Molly apprend à hypnotiser des personnes grâce au livre sur l'Hypnose du Dr Logan. En utilisant ses nouveaux pouvoirs, elle quitte l'orphelinat pour se rendre à New York (et notamment à Broadway) et essayer de retrouver son meilleur ami Rocky, qui avait été adopté juste avant son départ.
Dans le deuxième livre, elle se rend encore aux États-Unis, à Hollywood cette fois, où elle apprend que ses parents ne sont autres que Lucy Logan, la bibliothécaire de Briersville, et Primo Cell, un homme d'affaires (et grand hypnotiseur) américain, qu'elle prend au début pour un monstre à cause de ses magouilles pour devenir le maître du monde. Mais est-il vraiment méchant ? Elle découvre aussi qu'elle peut arrêter le temps à l'aide d'un cristal.
Dans le troisième livre, Molly et son animal de compagnie, un chien, un carlin noir nommé Pétula sont kidnappés par un fou, le Maharajah, qui veut tuer Molly.
Molly avait hypnotisé Pétula pour l'empêcher de manger des biscuits qui lui donnaient mal au ventre. Depuis ce jour, le chien adore sa nouvelle maîtresse (son ancienne maîtresse était la directrice de l'orphelinat, Miss Adderstone).

#### Rocky Scarlet
Rocky Scarlet est un gentil garçon possédant des cheveux bouclés noirs et une voix grave, légèrement voilée. Il est toujours calme et semble toujours dans la lune. 
C'est le meilleur ami de Molly Moon depuis sa naissance.
Rocky a été découvert dans la nacelle d'un landau abandonné sur un parking, non loin du commissariat de police de Briersville.
Le nom de Rocky Scarlet lui vient du slogan "Scarlet, Solide comme un roc" inscrit sur la capote du landau.
Rocky sait aussi hypnotiser des personnes mais contrairement à Molly, il se sert de sa voix. Il a appris comme sa meilleure amie, avec le livre du Dr Logan.

#### Primo Cell
Primo a les yeux vairons :  un turquoise et un marron. Dans le 2e livre, il veut devenir le maître du monde en hypnotisant toute la population de la planète mais, grâce à Molly, qui réussit à l'hypnotiser, il devient très gentil et généreux. Molly découvre également que Primo est son vrai père, et que c'est parce qu'il a été hypnotisé par Cornelius Logan, le frère de Lucy Logan, qu'il avait hypnotisé tous ces gens, elle est bouleversée. Primo accepte d'héberger tous les pensionnaires de Happy House dans sa vaste demeure.

#### Sinclair Cell
Sinclair Cell est le fils adoptif de Primo. C'est un garçon d'une vingtaine d'années, très gentil et généreux. Il a toujours vécut au service de Primo en faisant semblant d'être hypnotisé, il sauve la vie de Molly et Rocky dans la maison de son pseudo-père, alors que leur sort était d'être tués par une pie en métal. Sinclair se sauve avec Molly et Rocky, en fuyant son père et Cornelius Logan.

#### Lucy Logan
C'est la mère de Molly, la fille du Dr Logan et la sœur jumelle de Cornelius Logan. C'est une bibliothécaire calme et réservée, mais aussi très joyeuse. Elle a les cheveux blonds et de petits yeux bleus poudre. Après avoir accouché de Molly, elle et Primo sont hypnotisés par Cornelius Logan, le frère jumeau de Lucy.
Elle est forcée d'abandonner son bébé dans un orphelinat. Finalement, quand elle sort de sa transe, elle est malheureuse et n'a plus de joie de vivre car elle a passé onze ans et demi de sa vie au service de son abominable frère, qu'elle a pour toujours transformé mentalement en agneau.

### Antagonistes

#### Simon Nockman
Simon Nockman (se disant professeur) est un homme potelé et qui ne se lave pas trop. 
Il porte un pendentif en or en forme de scorpion autour du cou. Il a de très gros yeux et des cheveux noirs très gras. 
Son enfance est cruelle, son père le battait dès qu'il rentrait à la maison et sa mère n'avait pas de cœur, c'est elle qui l'a rendu méchant. Hypnotisé par Molly et Rocky, il avoue avoir commencé à faire le mal quand le propriétaire de la maison Mr.Snuff, chez qui ils vivaient, a tendu un piège à sa petite perruche : Fluff. Il dit s'être vengé en ayant mis des graines de sa perruche, dans sa boîte de céréales.
Sa vengeance lui plut et l'incita à commettre d'autres méchancetés. Il dit avoir volé une montre, gribouillé sur le cahier d'un élève, forcé quelqu'un à avaler des mouches, coincé la tête d'une fillette dans les barreaux d'un escalier, revendu une voiture dont le châssis était cassé (ses acheteurs, un homme et une femme, ont une un accident et la femme est décédée sur le coup)...jusqu'à arriver à son plus grand coup : cambrioler la Shorings Banks.
Mais grâce à Molly et Rocky qui en rentrant de New York l'ont emporté avec eux à l'orphelinat, il révéla son bon fond. Il mange maintenant avec l'élégance d'un roi, prend soin de lui, se parfume et se coiffe. Il a également un fort accent allemand.
Grâce à Molly, qui l'a hypnotisé, il travaille à Happy House. Plus tard, il se fiancera avec Mrs Trinkelburry,  
la veuve bègue de Happy House.

#### LeMaharajahde Waqt
Le Maharajah de Waqt est un méchant personnage qui veut s'emparer de Molly en capturant Bébé Molly, Molly à trois ans, six ans et dix ans en les hypnotisant toutes dans le but de garder seulement le bébé et de tuer toutes les autres. Il a aussi capturé Bébé Pétula et le donne à son second.
Il a la fâcheuse manie d'inverser les lettres de tous les mots. C'est un "toyageur dans le vemps" pour "voyageur dans le temps".
Il emmène Molly, Rocky et Forest (le meilleur ami de Sinclair à Jaipur), en Inde, où ils font la connaissance du petit Ojas qui rentrera avec eux à la fin du livre. Molly apprend à voyager dans le temps grâce à de mystérieux cristaux : un rouge pour avancer dans le temps et un vert pour reculer. 
Et elle découvre un pouvoir supplémentaire aux cristaux: lorsque ceux-ci portent une cicatrice en forme de boomerang, ils ont le pouvoir de vous transportez ex-ac-te-ment là où vous le souhaitez, à l'heure près, que ce soit très loin dans le passé ou très loin dans l'avenir.
Pour punir le Maharadjah de sa méchanceté, elle le transporte dans une ère tellement lointaine que les dinosaures n'existaient même pas, puis elle lui expliqua comment s'en sortir et le laissa là. Puis elle rentra en Angleterre, remis ses alters-ego à leurs époques respectives, retrouva ses parents, et découvrit qu'elle avait un frère jumeau.

### Autres personnages

#### Agnès Adderstone
Agnès Adderstone était la directrice de l'orphelinat de Briersville.
C'est une vieille femme aux yeux noirs et ternes et aux cheveux d'un mélange de gris et de noir. Elle déteste les enfants et particulièrement les nouveau-nés. Elle trouve toujours un moyen de faire punir Molly mais adore Hazel Hackersly.
Un peu plus tard dans le premier livre, elle devient gentille avec Molly grâce à l'hypnose et part de Hardwick House avec Edna, la cuisinière de l'orphelinat.
Grâce à Molly, elle devient une passionnée d'aviation, tandis qu'Edna devient folle de cuisine italienne.

#### Edna
Edna (nom de famille inconnu) est une dame âgée et grincheuse. 
Elle est la cuisinière à l'orphelinat Hardwick House et ne cuisine que du poisson pas frais.
Pour masquer le goût, tout le monde savait qu'elle mettait une sauce toute prête, à base de fromage et de noix, épaisse et grasse à souhait. Un truc qu'elle avait appris du temps où elle servait dans la marine.
Elle est réputée pour avoir un tatouage légendaire de marin sur sa cuisse (cela n'a jamais été vérifié).
Plus tard dans le livre, Molly l'hypnotise pour qu'elle développe une passion pour l'Italie et la cuisine italienne. Elle lui a d'ailleurs ordonné d'apprendre l'italien et de s'exercer autant qu'il le faudra pour devenir la plus grande chef en matière de cuisine italienne.

### Personnages mineurs

#### Davina Nuttel
Davina Nuttel est une enfant pas particulièrement jolie. Elle a les yeux bleus.
Elle est devenue célèbre grâce à son rôle dans la comédie musicale "Stars sur Mars". Un rôle qui lui a d'ailleurs été volé par Molly.
Elle est capable d'hypnotiser partiellement quelqu'un mais elle n'en a pas conscience.
Quand Molly quitta New York, elle reprit son rôle dans la comédie musicale mais ne tarda pas à se faire enlever pas Primo Cell dans le deuxième livre.
Son état dans le 3e livre reste inconnu.

#### Mrs Trinklebury
Mrs Trinklebury est une femme âgée, aimable et bègue. Elle a des cheveux blonds et des yeux bleu clair.
Elle a élevé Molly, Rocky, ainsi que tous les nouveaux bébés qui arrivaient à Hardwick House. Puis quand les derniers bébés sont devenus grands, Miss Adderstone la renvoya et elle ne revenait qu'une fois par semaine.
Dans le deuxième livre, Simon Nockman et elle tombent amoureux et deviennent associés.
Elle apparait épisodiquement dans le troisième livre.

#### Mrs Toadley
Mrs Toadley est la maîtresse de l'école de Briersville. Elle est à moitié chauve et un peu potelée. À chaque fois qu'un élève avait le malheur de faire un mauvais devoir, elle éternuait.

#### Les enfants de l'orphelinat
Il y a onze enfants à Hardwick House (en comptant Molly Moon et Rocky Scarlet).
Hazel Hackersly est une fille âgée de treize ans. Elle est ni laide ni jolie et a une voix de whiny (plaintive). Elle n'aime pas Molly. Elle est la plus favorisée par Mlle Adderstone. Quand celle-ci est partie, elle a pris sa chambre et son statut.
Hazel a longuement menti à son sujet, puis au retour de Molly et de Rocky elle raconta son histoire : c'était une enfant de six ans issue d'un milieu défavorisé. Elle était sous-alimentée et maltraitée (déduction de Miss Adderstone à la vue de nombreuses traces de coups sur le corps). Sa mère était alcoolique et son père violent et colérique. Tous deux incapables d'assumer leur rôle parental.
Roger Fibbin était l'espion personnel de Hazel, avant le départ de Miss Adderstone. Après le départ de la directrice, Roger s'est bagarré avec Hazel et s'est retrouvé à l'infirmerie. Depuis, il a la mauvaise habitude de manger dans les poubelles. Il rencontra Cornélius Logan qui l'hypnotisa pour le faire devenir fou. Molly se chargea de sa déshypnotisation.
Ruby Able est la benjamine de Happy House. Elle aime les souris comme Gerry et elle a une petite voix flutée.
Jinx Eames est la meilleure amie de Ruby.
Gordon Boils était le chouchou d'Hazel, du temps d'Adderstone. Lorsque celle-ci est partie, il s'est fâché avec Hazel et Roger puis a élu domicile dans la chambre d'Edna en emportant Cynthia, Craig et la télévision.
Gerry Oakly
Il aime bien Gemma et les souris. Dans le tome 2, il arrive à hypnotiser partiellement une de ses souris avec Gemma, mais leur projet tombe vite à l'eau.
Gemma Patel aime les livres et elle découvre le livre magique de l'hypnose, pour essayer d'hypnotiser une souris à Gerry.
Cynthia Redmon est la sœur jumelle de Craig et a le même comportement que Hazel envers Molly c'est-à-dire méchant et railleur sauf à la fin du premier tome où elle arrive à la faire changer.
Craig Redmon est le frère jumeau de Cynthia. Lorsque Gordon transporte la télévision dans la chambre d'Edna, les deux jumeaux emménagent avec lui et regardent la télé non-stop.

## Adaptations
Le premier tome a été adapté au cinéma, dans le film Molly Moon et le Livre magique de l'hypnose sorti en 2015 et réalisé par Christopher N. Rowley, avec la jeune actrice Raffey Cassidy dans le rôle-titre. Elle partage notamment l'affiche avec Emily Watson et Dominic Monaghan.